# José Antonio Valencia Vargas
José Antonio Valencia Vargas (Barcelona, 1975), conocido artísticamente como José Valencia o Joselito de Lebrija, es un cantaor flamenco ganador del giraldillo al cante en 2012 y giraldillo al momento mágico por la evocación del maestro Juan “El Lebrijano” en el espectáculo “De Sevilla a Cádiz” en la Bienal de Flamenco de 2016.

## Biografía
José Valencia nació en Barcelona en el seno de una familia gitana de Lebrija emigrada a Cataluña por motivos laborales. Vivió en el barrio de Bellvitge en Hospitalet de Llobregat hasta 1983, en que la familia regresó a la localidad de Lebrija, para asentarse allí.
Subió por primera vez a un escenario con cinco años en Barcelona, en un festival homenaje a Melchor de Marchena, con el nombre de Joselito de Lebrija actuando junto a su tío Luís de Lebrija y con figuras como Camarón de la Isla, Fernanda y Bernarda de Utrera o Lebrijano.
Con 11 años ganó el primer premio en el concurso juvenil de la Federación de Peñas y Entidades Flamencas de Sevilla y un año después, fue premio por soleá en el prestigioso Concurso de Cante de Mairena del Alcor. Con posterioridad trabajó con el guitarrista Pedro Bacán y con su grupo El Clan de los Pininis. 
En el año 2000 cambió su nombre artístico por José Valencia y comenzó a cantar con diferentes bailaores como Farruquito, Antonio Canales, Rafael Campallo, Antonio “El Pipa”, Joaquín Grilo, Javier Latorre y Andrés Marín. Durante el 2005, formó parte del espectáculo ‘Carmen, Carmela’ de Antonio Canales y empieza a participar, ya en solitario, en los ‘Jueves Flamencos’ de la Sala Joaquín Turina de Sevilla y en el Festival de Mont de Marsan.
En la bienal de 2012 presentó en el Espacio Santa Clara el recital 'Solo flamenco', con Juan Requena a la guitarra y con Joaquín Grilo como invitado.

## Premios
- Primer premio en el Concurso Juvenil de la Federación de Peñas y Entidades Flamencas de Sevilla.
- Premio por soleá del concurso de Mairena, que ganó con 12 años.
- “Artista Revelación” de la Bienal de Sevilla del 2004.
- Giraldillos al Cante para el Baile.
- Giraldillo del cante en la XVII edición de la Bienal de Sevilla de 2012.

## Discografía
- 2012, Solo Flamenco
- 2015, Disco DVD En directo, grabado en el Teatro Lope de Vega el 30 de septiembre de 2014, en el marco de la XVIII Bienal de Flamenco.[4]